# Lijst van beheersmaatregelen in de natuur
Hieronder volgt een (incomplete) lijst van natuurbeheersmaatregelen.
Het gaat om maatregelen die voor natuurbeheer relevant zijn. De maatregelen zijn zeer uiteenlopend, zijn lang niet allemaal zeer concreet en veelal indicatief. Deels gaat het om technische maatregelen in natuurgebieden, deels om technische maatregelen erbuiten en soms betreft het meer algemene denkrichtingen.
- Beheersmaatregelen ter bestrijding van erosie:
  - aanleg van dijken (voorbeeld: de archipel Kaapverdië) en sawahs
  - aanplant van bos of struweel op hellingen
  - aanplant of inzaai van helmgras in duinen
  - vermindering van begrazing door bijvoorbeeld wegvangen van geiten of edelherten

- Beheersmaatregelen ter regulatie van de waterhuishouding:
  - aanleg van dijken (voorbeeld: de archipel Kaapverdië) en sawahs
  - verdroging
  - vernatting door het dempen van sloten
  - aanleg van een luwtegebied
  - uitdiepen van rivieren en uiterwaarden

- Beheersmaatregelen ter regulatie van exoten:
  - jacht en slacht
  - ruiming van alle exemplaren van een soort
  - introductie van soortspecifieke predatoren of ziekten
  - invoer- of exportverbod van dieren, planten of schimmels

- Beheersmaatregelen met betrekking tot een te grote populatie van een bepaalde soort:
  - bijstellen norm van "te groot"
  - zelfregulatie zijn werk laten doen
  - introductie van predatoren
  - jacht en slacht

- Beheersmaatregelen met betrekking tot een te klein areaal voor een soort:
  - introductie van vers bloed ter voorkoming van inteelt
  - het verbinden van meerdere gebieden middels ecologische verbindingszones
  - het plaatsen van wildtrappen en vistrappen

- Beheersmaatregelen in geval, en ter preventie van ziekten:
  - inenten/vaccineren van de betreffende populatie(s)
  - ruimen van de populatie
  - isolatie van wilde populaties
  - afsluiten van een gebied voor bezoekers

- Voorkoming van successie:
  - inzet van wilde grote grazers als wisenten of edelherten
  - inzetten van landbouwhuisdieren zoals met schaapskuddes
  - verwijderen van de individuen of opvolgende soorten (met name planten), bijvoorbeeld via afbranden
  - maaien van de vegetatie en afvoeren van het maaisel voor verschraling

- Voorkomen van vraat:
  - planten van een heg
  - plaatsen van prikkeldraad of schrikdraad
  - werken met gif (doden van het dier en/of onsmakelijk maken van het voedsel)
  - biologische bestrijding

- Bestrijden van ongewenste voedselrijkdom:
  - wegnemen van de bron van eutrofiëring
  - inzetten van dieren die ongewenste plantengroei als gevolg van de voedselrijkdom aanpakken; in water kan dit door de inzet van zilverkarpers, grootkopkarpers en mosselen
  - in water: het vergroten van het rietareaal langs de randen van het water
  - in water: het zaaien van kranswier
  - op het land: maaien of anderszins wegnemen van vegetatie